# カルタベッロッタ
カルタベッロッタ（イタリア語: Caltabellotta）は、イタリア共和国シチリア自治州アグリジェント県にある、人口約3,500人の基礎自治体（コムーネ）。

## 地理

### 位置・広がり

#### 隣接コムーネ
隣接するコムーネは以下の通り。括弧内のPAはパレルモ県所属を示す。
- ビザックイーノ (PA)
- ブルジョ
- カラモーナチ
- キウーザ・スクラーファニ (PA)
- ジュリアーナ (PA)
- リベーラ
- サンブーカ・ディ・シチーリア
- シャッカ
- ヴィッラフランカ・シークラ